# Gabriel Faraill
Gabriel Faraill, né à Saint-Marsal dans le département des Pyrénées-Orientales le 4 décembre 1837 et mort à Paris le 10 mars 1892, est un sculpteur français.

## Biographie
Gabriel Augustin Emmanuel Faraill est le fils d'Emmanuel Faraill, cultivateur, et Elisabeth Sarda.
Il expose au Salon des Artistes Français à partir de 1866.
Gabriel Faraill meurt à l'âge de 54 ans à Paris à son domicile de la rue Boissonade no 11, (actuel no 40). Il était célibataire.

## Œuvre

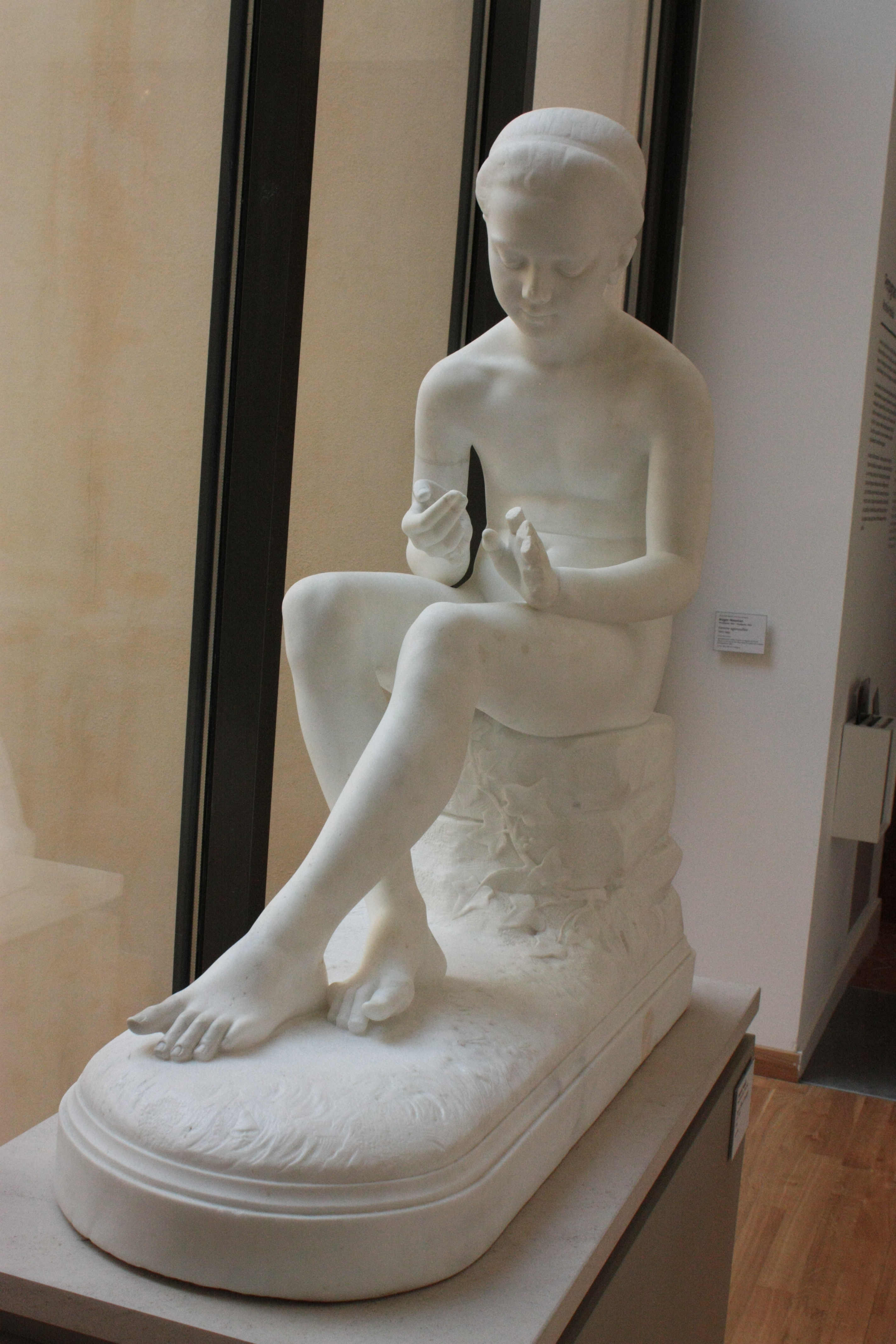
Jeune fille à l'escargot, Musée Hyacinthe-Rigaud, Perpignan

La ville de Perpignan et son département natal abritent plusieurs de ses œuvres.
- Buste d'André Riera, bienfaiteur de Collioure, sur le mur de la mairie de cette commune (remplacé)[5].
- Statue de Hyacinthe Rigaud, place Rigaud à Perpignan, 1890 : bronze détruit par l'occupant allemand en 1941. Le modèle en place est conservé à Perpignan[6].
- Statue de jeune fille à l'escargot, 1873, Musée Hyacinthe-Rigaud, Perpignan[7].

## Domiciles à Paris
Sauf indication contraire, la numérotation est celle des années indiquées. Gabriel Faraill occupe à Paris successivement le 58, rue d'Enfer (1866, 1867) et le 25, rue de Humboldt (1868, 1869, 1870), puis à l'ex 59 boulevard d'Enfer le 10, impasse Sainte-Élisabeth (1872, 1873, 1874), le 68, avenue de Breteuil (1878), le 125, boulevard Saint-Michel (1881), et devient à nouveau riverain de l'ancienne impasse Sainte-Élisabeth, qui a pris entre-temps le nom de rue Boissonade. Il y occupe à l'ancien no 12 (1882, 1887, 1888, 1889, 1890, 1891) une maison-atelier bâtie en 1880 (actuel no 39). Il meurt en face, au no 11 (actuel no 40).